# Pholidostachys
Pholidostachys ist eine Pflanzengattung innerhalb der Familie der Palmengewächse (Arecaceae). Die etwa acht Arten sind in der Neotropis verbreitet. Sie sind kleine bis mittelgroße, fiederblättrige Palmen mit auffällig langen schlanken Blattstielen.

## Beschreibung

### Erscheinungsbild
Pholidostachys-Arten sind meist einzelstämmig. Lediglich Pholidostachys pulchra bildet mehrere Stämme. Die Stämme sind mit einer Höhe von 1 bis 11 Metern sowie einem Durchmesser von 3 bis 22 Zentimetern mit Ausnahme einer Art aufrecht. Bei Pholidostachys panamensis sind die Stämme kürzer und teils niederliegend.

### Blätter
Ein Stamm trägt 4 bis 17 Blätter, der Durchschnitt liegt bei 14, die in Blattscheide, -stiel und -spreite gegliedert sind. Die Blattscheiden sind leicht offen, es wird kein Kronenschaft gebildet. Am Rand sind die Blattscheiden meist faserig. Beim gut entwickelten Blattstiel reicht die Durchschnittslänge pro Art von 51,7 bis 102,1 Zentimetern. Die Blattrhachis ist bei allen Arten gut ausgebildet, die Durchschnittslänge reicht hier von 42,0 bis 192,4 Zentimetern. Die Blattspreiten sind gefiedert, niemals ungeteilt. Je Rachisseite stehen 3 bis 18 Fiederblättchen. Diese sind gleich oder ungleich breit und sind regelmäßig angeordnet. Die Blattform der Fiedern ist meist lanzettlich bis leicht sigmoidal. Häufig ist die Fiederbasis zusammengezogen und gefaltet. Die Fiedernspitze ist lange und zugespitzt.

### Blütenstände
Es gibt in der Gattung verschiedene Typen von Blütenständen: Der Blütenstand kann einmal verzweigt sein mit einem verlängerten Blütenstandsschaft, einer kurzen Blütenstandsachse und mehreren zu Blüte hängenden Rachillae (blütentragenden Achsen); er kann ein- bis zweifach verzweigt sein mit gut ausgeprägtem Blütenstandsschaft und Achse und mehreren zur Blüte abstehenden Rachillae; er kann ein- oder selten zweifach verzweigt sein mit gut ausgeprägtem Stiel, kurzer Achse und mehreren aufrechten Rachillae; er kann ährenförmig sein mit gut ausgeprägtem Stiel, fehlender Achse und einer gebogenen oder aufrechter Rachilla.
Mit den Blütenstandsformen gehen verschiedene Formen von Vorblättern und Hochblättern am Blütenstandsschaft einher. Bei Pholidostachys dactyloides sind die Rachillae während der Anthese vollständig von den faserigen Hochblättern eingeschlossen. Bei den meisten anderen Arten sind die Hochblätter holzig und bedecken die Rachillae während der Anthese nicht.
Die Blütengruben an den Rachillae sind von Lippen bedeckt, deren Form taxonomisch wichtig ist. Die Blütengruben können unregelmäßig geformt sein, dabei häufig spitz oder zugespitzt und verdecken die Grube vor der Blüte vollständig; sie können regelmäßig geformt sein, rundlich und vor der Blüte die Grube völlig verdecken; oder sie sind regelmäßig geformt, rundlich und verdecken die Gruben nicht.
Die Blüten stehen in Triaden, zumindest in den untersten Bereichen der Rachillae. Die oberen Bereiche tragen meist nur männliche Blüten. Die Blütenstände aller Arten dürften proterandrisch sein. Vom Aufbau der Blütenstände her kommen verschiedene Bestäuber in Frage.

### Blüten
Die männlichen Blüten bestehen aus drei freien, schmalen Kelchblättern, drei valvaten, an der Basis kurz miteinander verwachsenen Kronblättern und sechs Staubblättern. Die Filamente sind fast zur Gänze zu einer Röhre verwachsen, sind aber an der Spitze frei. Dieser freie Teil ist kurz und dreieckig, bei zwei Arten jedoch linealisch und eingebogen.
Die weiblichen Blüten besitzen ähnliche Kelch- und Kronblätter. Sie besitzen eine Staminodienröhre it gelappten Spitzen. Zur Blüte sind diese Spitzen sternförmig ausgebreitet. Der Griffel ist verlängert mit drei abstehenden Narben.

### Früchte und Samen
Die Früchte besitzen unterschiedliche Form, alle tragen aber basale Narbenreste. Die Form kann zusammengedrückt, verkehrt-eiförmig in Seitenansicht mit asymmetrischer Basis, ellipsoidisch in Frontansicht sein, wobei es eine deutliche Längsrippe an einer Seite und mehrere kleine Rippen an der Gegenseite gibt; bei gleicher Form kann es nur eine deutlich Längsrippe meridional geben; die Frucht kann kaum zusammengedrückt, verkehrt eiförmig, mit undeutlichen Längsrippen sein; sie kann breit verkehrt-eiförmig sein, mit einer deutlichen Längsrippe sein; oder kaum zusammengedrückt, ellipsoidisch und mit undeutlicher Längsrippe sein.

## Standorte
Die Fundstellen reichen von Meeresniveau bis in Höhenlagen von 1750 Metern; wobei die Mehrzahl der Funde aber aus Tieflagen stammt. Die Arten besiedeln alle ähnliche Standorte. Vorwiegend wachsen sie im Tiefland- oder Berg-Regenwald auf nicht überfluteten Flächen, nur selten auf überfluteten Flächen. Sie wachsen im Unterwuchs der tropischen Regenwälder.

## Systematik

### Botanische Geschichte
Die Gattung Pholidostachys wurde 1883 durch Joseph Dalton Hooker in Genera Plantarum ad exemplaria imprimis in herbariis Kewensibus, Band 3, Teil 2, Seite 915 aufgestellt und dabei diesen Namen Hermann Wendland zugeschrieben. Typusart ist Pholidostachys pulchra H.Wendl. ex Burret. Wessels Boer hat 1968 in seiner Gattungsrevision drei Arten anerkannt. Die nächste Revision von Andrew Henderson ergab 2012 bei wesentlich breiterer Datenlage (288 gegen 16 Herbarbelege) acht Arten.
Pholidostachys H.Wendl. ex Hook. f. gehört zur Tribus Geonomateae  in der Unterfamilie Arecoideae innerhalb der Familie der Arecaceae. Ihre Schwestergruppe ist Welfia. Sie ist eine monophyletische Gruppe.

### Arten und ihre Verbreitung
Das Verbreitungsgebiet von Pholidostachys reicht von Nicaragua im Norden bis Peru und Brasilien im Süden. Die meisten Arten mit sechs Arten kommen in Kolumbien vor.
Es gibt seit 2012 etwa acht Arten:
- Pholidostachys amazonensis A.J.Hend.: Sie wurde 2012 aus Peru erstbeschrieben.[3]
- Pholidostachys dactyloides H.E.Moore: Sie kommt vom östlichen Panama, Kolumbien bis ins westliche Ecuador vor.
- Pholidostachys kalbreyeri H.Wendl. ex Burret: Die Heimat ist Panama und das nordwestliche Kolumbien.
- Pholidostachys occidentalis A.J.Hend.: Sie wurde 2012 aus Ecuador erstbeschrieben.[3]
- Pholidostachys panamensis A.J.Hend.: Sie wurde 2012 aus Panama erstbeschrieben.[3]
- Pholidostachys pulchra H.Wendl. ex Burret: Die Heimat ist Nicaragua, Costa Rica, Panama und das westliche Kolumbien.
- Pholidostachys sanluisensis A.J.Hend.: Sie wurde 2012 aus Kolumbien erstbeschrieben.[3]
- Pholidostachys synanthera (Mart.) H.E.Moore: Es gibt zwei Unterarten:[3]
  - Pholidostachys synanthera subsp. robusta (Trail) A.J.Hend.: Sie kommt vom südöstlichen Kolumbien bis nordöstlichen Peru vor.[3]
  - Pholidostachys synanthera (Mart.) H.E.Moore subsp. synanthera: Sie kommt von Kolumbien bis Peru vor.[3]

## Belege